# آلانا آستین
آلانا آستین (انگلیسی: Alana Austin؛ زادهٔ ۶ آوریل ۱۹۸۲) هنرپیشه اهل ایالات متحده آمریکا است.
از فیلم‌ها یا برنامه‌های تلویزیونی که وی در آن نقش داشته‌است می‌توان به شمال، ستاره پاپ و یک پیچ و تاب ساده اشاره کرد.